# Carlopoli
Carlopoli ist eine Gemeinde mit 1335 Einwohnern (Stand 31. Dezember 2023) in der italienischen Provinz Catanzaro, Region Kalabrien.
Das Gebiet der Gemeinde liegt auf einer Höhe von 924 m über dem Meeresspiegel und umfasst eine Fläche von 16 km². Die Nachbargemeinden sind Bianchi (Kalabrien), Cicala, Gimigliano, Panettieri (CS), Sorbo San Basile und Soveria Mannelli. Carlopoli liegt 37 km nordöstlich von Catanzaro.

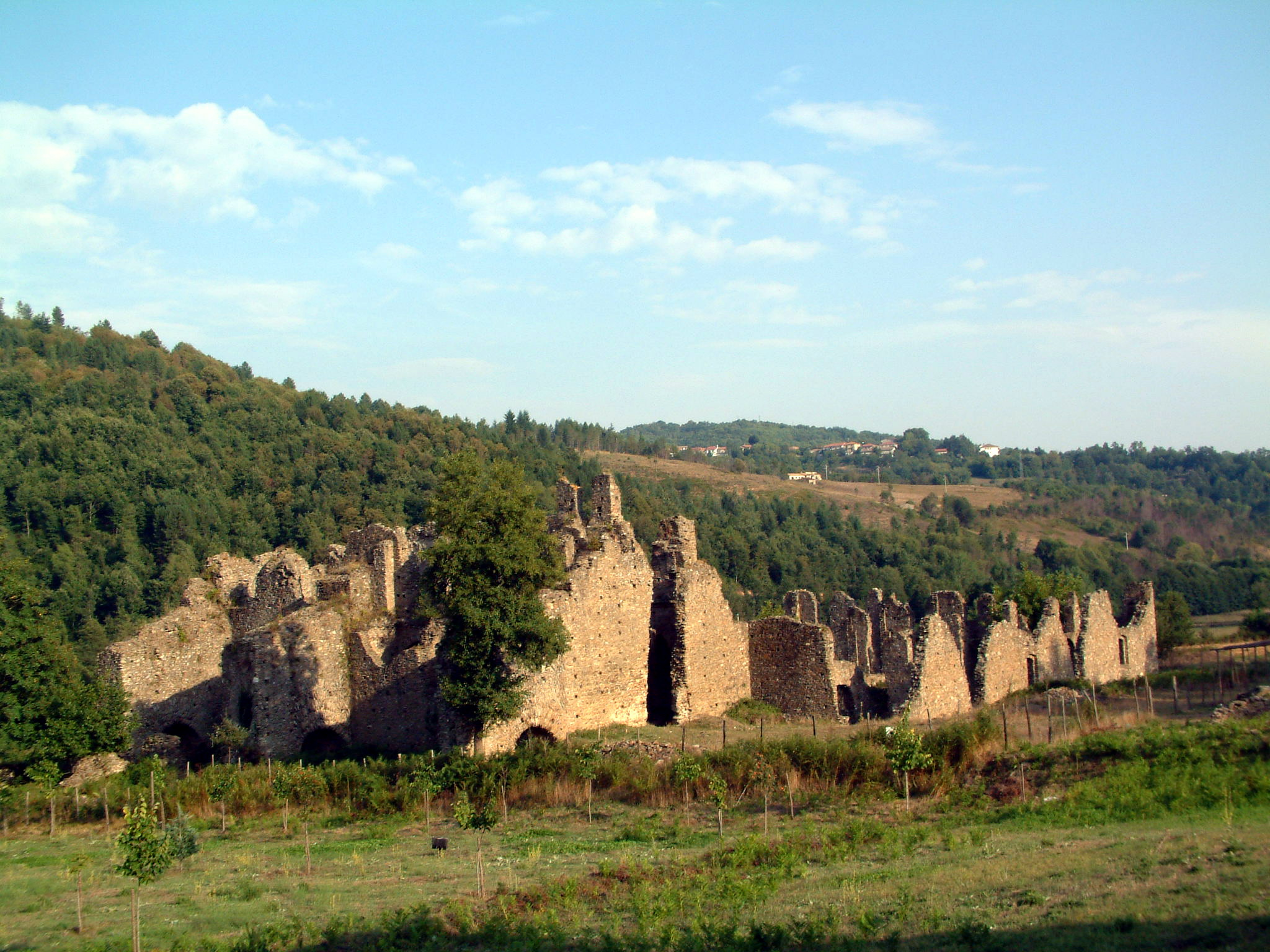
Das Kloster Corazzo

Auf dem Gebiet des Ortes liegt das Kloster Corazzo.